# Sky Bridge 721
A Sky Bridge 721 é uma passarela suspensa que é a mais longa desse tipo no mundo. Anteriormente o recorde era detido pelo Arouca 516 .
A maior ponte suspensa do mundo foi construída na República Tcheca, vila Dolní Morava . Uma ponte suspensa chamada Sky Bridge 721 atravessa o vale a uma altura de 95 metros e tem 721 metros de comprimento. Foi aberto aos primeiros visitantes do público em geral em maio de 2022.
A Sky Bridge 721 criou um caminho sem precedentes entre o céu e o solo. Com um comprimento recorde de 721 metros, é a passarela mais longa do mundo. Rodeado pela natureza pura da montanha Králický Sněžník, oferece aos seus visitantes vistas encantadoras da paisagem. O Sky Bridge 721 dará aos seus visitantes uma sensação que não pode ser experimentada em nenhum outro lugar. Os visitantes precisarão criar coragem para pisar na ponte, pois estarão 95 metros acima do solo no ponto mais alto.
Mais do que apenas uma conexão de dois cumes de montanhas
A ponte suspensa está localizada a poucos metros do Sky Walk e atravessa o vale do riacho Mlýnský, desde o cume da montanha Slamník até o cume da montanha Chlum. Você entrará na ponte a uma altitude de 1.125 metros e sairá dela a 1.135 metros acima do nível do mar. É um feito técnico único na República Checa. Depois de atravessar o vale até ao outro lado da ponte, todos os visitantes terão uma oportunidade única de descobrir a natureza e a história local.
Por esse motivo, uma trilha natural original e educacional chamada “The Bridge of Time” foi preparada com elementos de realidade aumentada em cooperação com a empresa estatal LESY ČR (Florestas da República Tcheca) e o Museu das Fortificações da Tchecoslováquia de 1935- 38. Um jogo feito de forma única com 10 painéis educativos aborda os temas de proteção ambiental e como se comportar no campo, e a história e história de vida de uma família de Dolní Morava tendo como pano de fundo os acontecimentos que nossa república passou desde 1935 até agora. 